# 成本綾海
成本 綾海（なるもと あやみ、1995年3月13日 - ）は、岡山県出身の卓球選手。中国電力ライシス（中国電力女子卓球部）所属。
Tリーグ 京都カグヤライズにも参戦した。

## 経歴
安井クラブ、四天王寺羽曳丘中学校、四天王寺高校、同志社大学を経て中国電力に入社。
2022-23シーズンからは、Tリーグ 京都カグヤライズにも参戦した。
2024年、京都カグヤライズのアンバサダーに就任した。

## プレースタイル
前陣速攻を得意とするカウンタータイプのプレースタイル。王子サーブ、バックの変化での攻撃と粘り強いプレー、身体能力が高く、素早いフットワークも魅力的。

## 戦績
2011年
- インターハイ ダブルス2位

2012年
- インターハイ シングルス ベスト8
- インターハイ ダブルス ベスト4

2016年
- インカレ シングルス優勝

2017年
- 前期1部 ファインプレー賞
- 後期1部 新人賞
- ユニバーシアード ダブルス優勝

2018年
- 前期1部 優秀ペア賞

2019年
- 日本リーグビッグトーナメント ダブルス優勝
- 後期1部 最高殊勲選手賞

2020年
- 後期1部 最高殊勲選手賞

2021年
- 日本リーグビッグトーナメント ダブルス優勝
- 前期1部 優秀ペア賞
- 後期1部 優秀ペア賞

2022年
- 後期1部 優秀ペア賞
- 全日本選手権ダブルス2位
- 全日本社会人シングルス2位
- 全日本社会人ダブルス優勝

2023年
- 全日本選手権ダブルス2位